# Солянка (Ахтубинский район)
Солянка — село в Ахтубинском районе Астраханской области России. Входит в состав Пологозаймищенского сельсовета.

## География
Село находится в северо-восточной части Астраханской области, на границе левобережной части Волго-Ахтубинской поймы и степной зоны, на расстоянии примерно 29 километров (по прямой) к северо-западу от города Ахтубинск, административного центра района. Абсолютная высота — 3 метра над уровнем моря.

Климат умеренный, резко континентальный. Характеризуется высокими температурами летом и низкими — зимой, малым количеством осадков, а также большими годовыми и летними суточными амплитудами температуры воздуха.

## История
В «Списке населенных мест Российской империи» 1859 года село упомянуто как казённый хутор Нижняя Солянка, Царевского уезда (1-го стана), при родниковой протоке Солянка, расположенное в 39 верстах от уездного города Царева (ныне село в Ленинском районе Волгоградской области). В Нижней Солянке насчитывалось 14 домов и проживало 56 человек (27 мужчин и 29 женщин). В 1900—1901 годах в селе был возведен деревянный храм, освящённый во имя святого великомученика Георгия Победоносца. В 1946—1947 годах храм был перенесён в Капустин Яр.

## Население
| 2002 | 2010 |
| ---- | ---- |
| 85   | ↘68  |

По данным Всероссийской переписи, в 2010 году численность населения села составляла 68 человек (35 мужчин и 33 женщины). Согласно результатам переписи 2002 года, в национальной структуре населения русские составляли 74 %.

## Улицы
Уличная сеть села состоит из 3 улиц.